# Korpuskularna teorija
Korpuskularna teorija je teorija koja se zasniva na pretpostavci da se svjetlost sastoji od roja sitnih čestica koje se gibaju nekom brzinom. Postavio ju je Isaac Newton 1672. kako bi objasnio ravnocrtno gibanje svjetlosti te pojave loma svjetlosti (refrakcija) i odbijanja svjetlosti (refleksija). Nasuprot tomu, Christiaan Huygens je 1678. razradio, a 1690. objavio valnu teoriju svjetlosti. Obje su teorije ujedinjene prihvaćanjem dualizma svojstava svjetlosti (na primjer foton)

## Valna teorija
Valna teorija je grana klasične teorijske mehanike i elektromagnetske teorije (rođene u 19. stoljeću), podloga moderne fizikalne optike i nanofizike te nanotehnologije, kao i klasična sastavnica za fenomenologiju kvantne fizike i pitanja dualnosti kvantne mehanike. U valnu teoriju ubrajaju se valna jednadžba za transverzalne valove kao i za longitudinalne valove u plinovima i kapljevinama, zatim Maxwellove jednadžbe ujedinjenog elektromagnetskoga polja, te stvaranja i širenja elektromagnetskih valova u vakuumu kao i primjene tih jednadžbi (radio valovi, mikrovalna tehnika, toplinsko zračenje, svjetlost, rendgenske i gama-zrake). Povijesno je valnu teoriju utemeljio Christiaan Huygens (1690.), a velik je doprinos dao i Robert Hooke. Prema Huygensu, svijetleća točka pobudi (potrese) sredstvo kojim se zatim šire svjetlosni valovi ((Huygensovo načelo)). Valovi se prenose posredstvom elementarnih valova, a njihova anvelopa (omotnica) jest nova fronta vala. Standardni su sadržaji valne teorije ogib (difrakcija), interferencija valova i polarizacija svjetlosti. Afirmaciju je valna teorija postigla kvantnom mehanikom.

## Dualizam
Dualizam (novolatinski dualismus, prema latinskom dualis: dvojan, dvostruk), u fizici, je fizikalno svojstvo elektromagnetskog zračenja (foton) i osnovnih čestica tvari da pokazuju i valna i čestična svojstva, ovisno o okolnostima. Kada se elektromagnetsko zračenje širi prostorom, javljaju se ogib (difrakcija) i interferencija, što je dokaz da ima valna svojstva. Kada elektromagnetsko zračenje međudjeluje s elektronima iz tvari pri fotoelektričnom učinku, ono se ponaša poput roja sićušnih nedjeljivih čestica, grudica energije koje se zovu fotoni. Dakle, u jednim okolnostima (međudjelovanje s elektronima u metalu) elektromagnetsko zračenje ponaša se kao roj čestica, a u drugim okolnostima (širenje prostorom) kao val. Louis de Broglie iznio je 1923. hipotezu da se analogno tomu ponašaju i čestice tvari, kao na primjer elektroni. Snop elektrona pri međudjelovanju s tvari na koju nalijeće ponaša se kao roj čestica, ali kada se taj snop širi prostorom, on pokazuje valna svojstva. Poslije je pokusima dokazano da se za snop elektrona dobivaju pojave ogiba i interferencije, to jest da pri širenju zaista pokazuje valna svojstva. Zato se u kvantnoj fizici česticama pridružuju matematičke funkcije (valne funkcije), koje su rješenja određene valne jednadžbe (Schrödingerova jednadžba).
Louis de Broglie je u svojoj doktorskoj tezi iz 1924. uveo hipotezu o elektronskim valovima, odnosno pretpostavio da elektronima u pokretu treba pridružiti i valna svojstva. Prije njega, zahvaljujući Einsteinovom objašnjenju fotoelektričnog učinka i Planckovom objašnjenju zračenja apsolutno crnog tijela, ukazala se nužnost da se zrakama svjetlosti (elektromagnetsko zračenje) pridruže i čestična svojstva. De Broglie je stoga postavio obrnuto pitanje: "Ako svjetlost osim valnih posjeduje i čestična svojstva, da li onda česticama supstancije, kao što su, na primjer, elektroni, treba također, osim čestičnih, pridružiti i valna svojstva?"
Ovu njegovu pretpostavku o valnim svojstvima čestica znanstvena je javnost u prvi mah primila s nevjericom, pa čak i s podsmjehom. Međutim, njegovu teoriju su potvrdili Lester Germer i Clinton Joseph Davisson 1927. u pokusu kojim je dokazana ogib ili difrakcija elektrona na kristalima. Difrakcijska slika je bila dokaz valne prirode elektrona. Za rad na valnoj mehanici i za otkriće valne prirode elektrona dobio je Nobelovu nagradu za fiziku 1929. Jedna od primjena njegovog otkrića je elektronski mikroskop, koji je imao mnogo veću rezoluciju od optičkih mikroskopa jer je valna dužina elektrona mnogo kraća od valne dužine svjetlosti. De Broglieova hipoteza postala je tako jedan od osnovnih postulata nove valne ili kvantne mehanike, ali također uvela u fiziku i problem takozvanog valno-čestičnog dualizma. Kao prikaz ove pojave danas se najčešće navodi pokus ogiba elektrona na dvostrukom prorezu.